# Elizabeth Wallwork
Elizabeth Wallwork (* 20. Juli 1883 in Broughton, Grafschaft Lancashire, England; † 4. Juni 1969 in Christchurch, Neuseeland) war eine englisch-neuseeländische Malerin, die hauptsächlich Porträts und in Pastell malte.

## Frühes Leben
Elizabeth Donaldson wurde am 20. Juli 1883 als Tochter und sechstes von neun Kinder der Eheleute Elizabeth Ann Hibbert und dem Fischgroßhändler John Donaldson in Broughton, der Grafschaft Lancashire geboren. Über Elizabeths Kindheit und Jugendzeit ist nichts bekannt.

## Karriere als Malerin
Elizabeth studierte von 1899 bis 1906 am Municipal School of Art in Manchester. Dort lernte sie auch ihren späteren Ehemann Richard Wallwork kennen. Elizabeth wechselte anschließend im Jahr 1906 zur Slade School of Fine Art, in der sie in den Jahren 1907 und 1908 zwei erstklassige Abschlüsse im Bereich Zeichnen und Malerei erwarb. Es waren zu der Zeit die beiden einzigen Qualifikationen, die die Schule anbot. 1909 kehrte sie nach Manchester zurück und stellte mit Richard zusammen bis Ende 1910 in Manchester und Liverpool ihre Werke aus. Auch am Salon de Paris waren beide gemeinsam mit ihren Werken vertreten. 1910 nahm Richard einen Lehrauftrag an der City School of Art in Liverpool an und noch im selben Jahr heirateten beide am 16. Juli in Cheetham Hill in Manchester.

## Neuseeland
Elizabeths Mann wurde nach ihrer Heirat eine Lehrstelle an der Canterbury College School of Art in Christchurch, Neuseeland angeboren. Er nahm die Stelle an und verließen England im Dezember 1910 rechtzeitig, sodass er zu Beginn des Lehrjahres 1911 mit seiner Lehrtätigkeit beginnen konnte. Elizabeth und ihr Mann wurden Mitglieder der Canterbury Society of Arts, nahmen eine Reihe von Reisen vor, um das Land zu erkunden und zu malen. Während sich Elizabeths Mann neben der Malerei auch stark dem Schulbetrieb widmete, machte Elizabeth eine Karriere als Porträtmalerin, die hauptsächlich für Privatkunden arbeitete. Sie wurde eine der führenden Vertreterinnen der Pastell-Porträtmalerei in Neuseeland. Auch malte sie Miniaturen und Porträts von Frauen und Kindern in Öl und mit ihrem Ruf auch von prominenten Persönlichkeiten aus Christchurch. Auch Landschaften und impressionistische Blumenbilder gehörten zu ihren Repertoire, von denen die letztere über die New Zealand Academy of Fine Arts ausstellte. Auch in Sydney und auf der British Empire Exhibition 1924 bis 1925 in London waren ihre Werke zu sehen.
In den Jahren 1925 und 1946 unterrichtete sie auch einige Klassen an der Canterbury College School of Art. Nachdem ihr Mann im April 1955 gestorben war, arbeitete sie weiter und nahm gelegentlich Porträtaufträge an. Elizabeth war auch eine begeisterte Bridge-Spielerin und eine versierte Pianistin. Sie selbst verstarb am 4. Juni 1969, ebenfalls wie ihr Mann in Christchurch. Sie wurde 85 Jahre alt.